# 姉妹

本人(■)から見た姉妹(■)

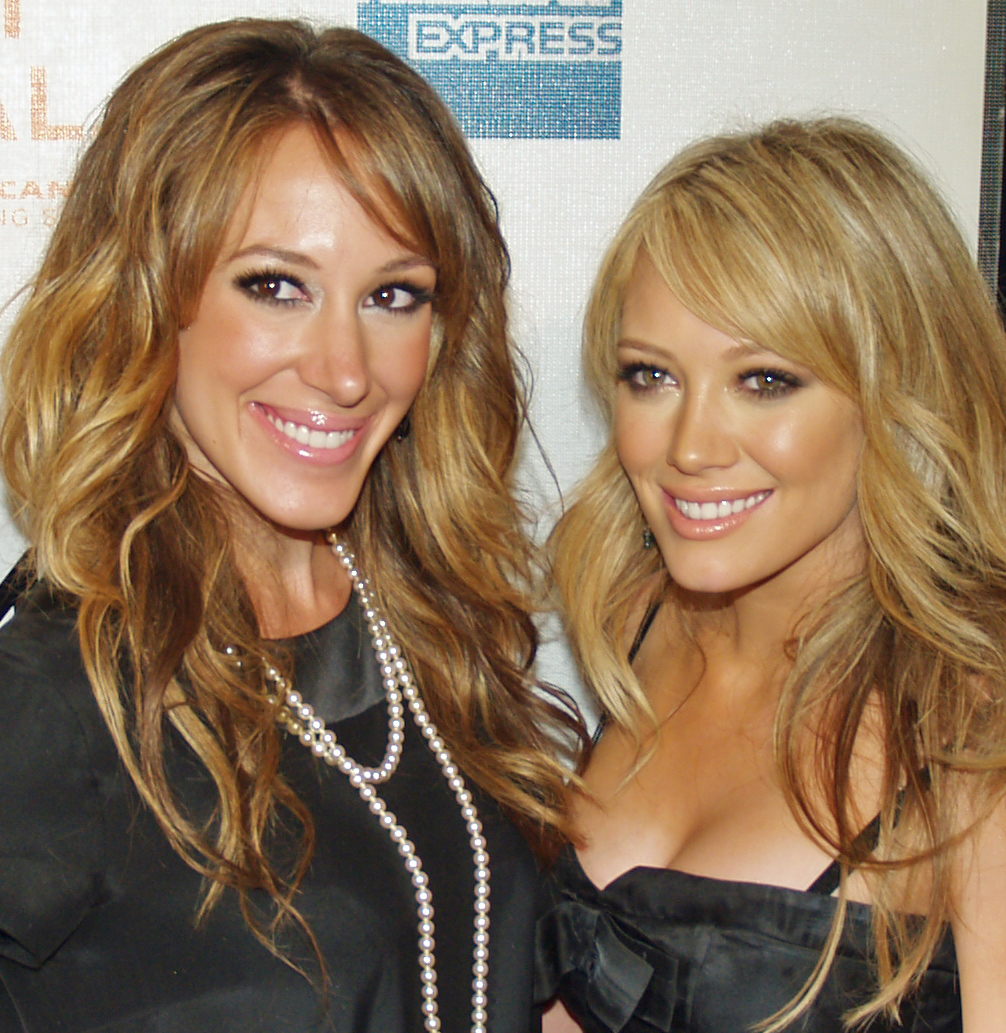
ヘイリー・ダフとヒラリー・ダフ（米国女優）

姉妹（しまい）は、本人からみて傍系2親等の(すなわち共通の親をもつ)女性、結婚や養子縁組によって前述の女性と同等の関係となった女性のこと、またそのような関係にある2人以上の女性のことも指す。

## 概要
同じ親の元に生まれた女子を指す。本人より年上であれば姉、年下であれば妹である。また、片親が異なる場合は、異父姉妹または異母姉妹という。
強い結びつきを持つ複数のものを指す言葉としても用いられる。兄弟を使う場合もあるが、「都市」などはヨーロッパの多くの言語で女性名詞とされるため姉妹都市という。学校の場合は親善・研究交流などの目的で、特別に親しい関係にある二つの学校を｢姉妹校｣という。また兄弟に比べて喧嘩が少ないイメージから、仲の良いグループを形容的に「姉妹のよう」、「シスターズ」と表現することもある。

## 同名の作品
- 姉妹 (1955年の映画) - 1955年の日本映画。
- 姉妹 (1969年の映画) - 1969年のイタリア映画。

### 姉妹をモチーフにした作品
- 三姉妹
- 三人姉妹
- キャッツ♥アイ
- スケバン刑事III 少女忍法帖伝奇
- 有言実行三姉妹シュシュトリアン
- スリ三姉妹シリーズ
- 笑う三人姉妹
- ふたりのロッテ
- チャームド 〜魔女3姉妹〜
- 三姉妹探偵団
- 幕末三姉妹
- 三婆
- 宋家の三姉妹
- 若草物語
- 4姉妹探偵団
- カーネーション (テレビドラマ)
- 乳姉妹 (小説)
- 乳姉妹 (テレビドラマ)
- 姉妹坂
- ブロンテ姉妹 (映画)
- ブーリン家の姉妹
- 白衣の姉妹
- ハンナとその姉妹

## 有名な姉妹
- 浅井三姉妹
- ザ・ピーナッツ
- かしまし娘
- こまどり姉妹
- 二階堂姉妹
- 中倉姉妹
- 姉妹社
- 宋氏三姉妹
- OTMA
- ゴンサレス姉妹
- ブロンテ姉妹
- オルセン姉妹
- ウォシャウスキー姉妹
- ラベック姉妹
- ホン姉妹
- ベラ・ツインズ

## 姉妹と名乗る2人組
以下は、グループ名に「姉妹」と付くが、実際の姉妹ではない2人組。
- 叶姉妹
- 阿佐ヶ谷姉妹